# Angi Vera
Angi Vera és una pel·lícula de drama romàntic hongaresa dirigida per Pál Gábor en base a un guió escrit per ell mateix i Endre Vészi. Fou estrenada el 2 de febrer de 1979 a Hongria i era protagonitzada per Vera Papp. Fou seleccionada per representar Hongria als Premis Oscar de 1979 en la categoria de millor pel·lícula de parla no anglesa, però finalment no fou nominada.

## Sinopsi
Hongria 1948. Angi Vera és infermera en un hospital provincial. Durant una reunió, es distingeix denunciant espontàniament diversos abusos. La seva intervenció va ser notada pels líders del partit governant que van decidir seleccionar-la per a un curs de sis mesos de formació executiva. Allà s'enamora del seu instructor, István André, que li correspon tot i estar casat. Els informants del partit la pressionen perquè faci autocrítica pública. Ella intenta suïcidar-se, però la salven.

## Repartiment
- Vera Pap - Vera Angi
- Erzsi Pásztor - Anna Traján
- Éva Szabó - Mária Muskát
- Tamás Dunai - István André
- László Halász - Sas elvtárs
- László Horváth - József Neubauer
- Flóra Kádár - János Mikus

## Premis
Fou guardonada amb el premi FIPRESCI al 32è Festival Internacional de Cinema de Canes i amb la Conquilla de Plata al millor director al Festival Internacional de Cinema de Sant Sebastià 1979.